# カザルヴェッキオ・シークロ
カザルヴェッキオ・シークロ（イタリア語: Casalvecchio Siculo, シチリア語: Casalvecchiu Sìculu）は、イタリア共和国シチリア州メッシーナ県にある、人口約800人の基礎自治体（コムーネ）。

## 地理

### 位置・広がり
メッシーナ県のコムーネ。県都メッシーナから南西へ34kmの距離にある。

#### 隣接コムーネ
隣接するコムーネは以下の通り。
- アンティッロ
- カストロレアーレ
- フォルツァ・ダグロ
- フルチ・シークロ
- リーミナ
- サンタレッシオ・シークロ
- サンタ・ルチーア・デル・メーラ
- サンタ・テレーザ・ディ・リーヴァ
- サーヴォカ

## 行政

### 分離集落
以下の分離集落（フラツィオーネ）がある。
- Fadarechi, Misitano, Mitta, Paratore, Passo Carrera, Pietrabianca, Pietrabianca Inferiore, Rafale, Rimiti, San Carlo, San Pietro